# Chiesa di Santa Maria Assunta (Vobarno)
La chiesa di Santa Maria Assunta è la parrocchiale di Vobarno, in provincia e diocesi di Brescia; fa parte della zona pastorale della Bassa Val Sabbia.

## Storia

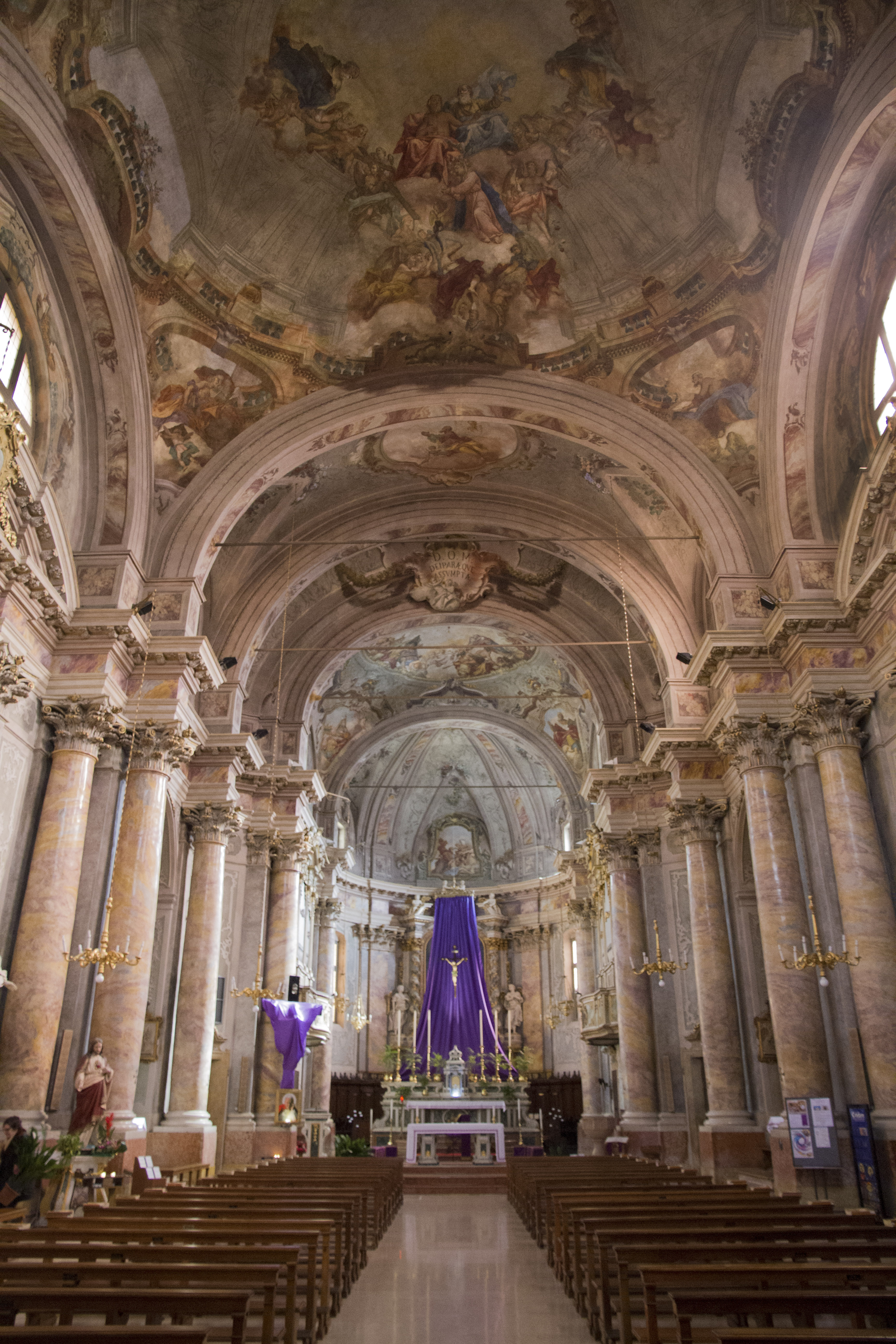
L'interno

Sembra che a Vobarno esistesse una pieve già nel X secolo, ma il primo documento in cui la stessa viene menzionata risale appena al 1532. In quel secolo la chiesa venne restaurata ed ammodernata. Dalla relazione della visita pastorale del vescovo Daniello Marco Delfino del 1703 si apprende che, oltre al parroco, c'erano un capitolo di nove canonici ed un chierico, che all'interno della pieve si trovavano sei altari e che le sue filiali erano le chiese della Beata Vergine Maria della Rocca, dei Santi Faustino e Giovita a Pompegnino; di San Giovanni Battista, anch'essa situata in località Pompegnino, di San Rocco, pure questa a Pompegnino, dei Santi Fabiano e Sebastiano a Collio, di San Lorenzo a Clibbio e di San Lorenzo sul monte. L'attuale parrocchiale venne edificata tra il 1755 ed il 1764 su progetto di Gaspare Turbini e decorata nel 1770 da Giorgio Anselmi. L'edificio fu poi ristrutturato tra i secoli XVIII e XIX. Il nuovo organo venne realizzato nel 1962 da una ditta di Pavia. Nel 1989 fu soppresso il vicariato di Vobarno e tutte le parrocchie che lo costituivano vennero aggregate alla neo-costituita zona pastorale della Bassa Val Sabbia.